# Содоль Петро
Петро́ Со́доль (нар. 4 липня 1935) — американський публіцист і громадський діяч українського походження, один із перших дослідників історії Української повстанської армії, співробітник видавничого комітету «Літопис УПА», пластун, учасник війни у В'єтнамі.

## Життєпис
Народився 4 липня 1935 року в селі Миколаївка Бучацького повіту Тернопільського воєводства Польської Республіки (нині — село Чортківського району Тернопільської області України) в родині сотника Армії УНР Петра Содоль-Зілинського.
У 1944 році разом із батьком потрапив у Західну Німеччину, звідки у 1949 році емігрував до США.
Закінчив Національний університет штату Небраска (США), де отримав ступінь бакалавра політичних наук та магістра бібліотекознавства. 
Із 1958 по 1978 рік служив у американській армії. Брав участь у війні у В'єтнамі. Навесні 1965 року сотня 9-ї Піхотної дивізії військ Південного В'єтнаму, де служив поручник Содоль, потрапила в оточення переважаючих сил противника в районі Кієн-Ван в дельті річки Меконг. Содоль вивів із оточення свою частину. За відвагу і порятунок побратимів наступного ж дня був відзначений генералом Вінґ Локом «Хрестом хоробрості з Золотою Зорею». Також за військові заслуги був двічі нагороджений медаллю Пурпурового серця, В'єтнамським хрестом хоробрості, медаллю Бронзової зірки із знаком V. У 1965 році був двічі поранений. У відставку вийшов у званні майора. Про свою участь у війні у В'єтнамі у одному із інтерв'ю заявив таке:
|  | Американський вояк у В'єтнамі виконував свій громадянський обов'язок. Ми ж мали ще одну, додаткову причину. Для нас ворог був той самий, що гнобив нашу Україну. Цей ворог — комунізм. |

Із 1983 року працював співробітником Видавничого комітету «Літопис УПА». Був Президентом видавничої корпорації «Пролог» у Нью-Йорку.

## Творчість і громадська діяльність
Один із перших дослідників історії Української повстанської армії. Із 1983 року працював співробітником Видавничого комітету «Літопис УПА», був упорядником 18-го і 19-го томів Літопису. 
Активний член Пласту (курінь УПС «Лісові Чорти»), один із засновників Міжкрайового вишкільного табору «Лісова школа». Був заступником коменданта на першій «Лісовій школі», а згодом — був заступником коменданта ще 7 разів, а комендантом — 6 разів (1966, 1967, 1975, 1982, 1984, 1991). Із 1964-го року, з перервами, був членом Референтури «Лісової школи» (яка спочатку називалася «Організаційна комісія Лісової школи») та роками — Головним референтом «Лісової школи». У 1993 році перша «Лісова школа» пройшла в Україні — в урочищі Гнилий Потік поблизу селища Славське на Львівщині. Содоль особисто приїжджав обирати місце проведення вишкільного табору. Із 1973 по 2000 рік — був членом Головного проводу Пласту.
Активний учасник українського громадського життя у США та в Україні.
В україномовних та англомовних виданнях публікувала публіцистичні та історичні праці. Друкував статті у американських часописах «Сучасність» та «Вісті комбатанта».
Автор англомовної книги про УПА «UPA: they fought Hitler and Stalin: A brief overview of military aspects from the history of the Ukrainian Insurgent Army, 1942–1949» (1987) та перших енциклопедично-довідкових видань з історії УПА «Українська Повстанча Армія, 1943-49. Довідник I—ІІ» (1994, 1995). У Довідниках, крім короткого енциклопедичного нарису історії збройної боротьби УПА в 1943–1949 роках, опублікував неповний список — тимчасовий реєстр — членів Української головної визвольної ради (УГВР), провідних активістів ОУН і старшин УПА разом із біографічними нарисами, організаційними схемами та ілюстративним матеріалом того періоду.
Сфера наукових зацікавлень: структура та старшинські кадри УПА.

## Особисте життя
Одружений з Нілею Колодій, в шлюбі народилися донька Христина та син Петро. Має чотирьох онуків та одного праонука (станом на 2021 рік).